# Spinasteron cavasteroides
Spinasteron cavasteroides är en spindelart som beskrevs av Baehr och Churchill 2003. Spinasteron cavasteroides ingår i släktet Spinasteron och familjen Zodariidae. Inga underarter finns listade i Catalogue of Life.